# Фалконето (Рим)
Фалконето је насеље у Италији у округу Рим, региону Лацио.
Према процени из 2011. у насељу је живело 46 становника. Насеље се налази на надморској висини од 203 м.